# Dziennik z Boliwii
Che Guevara – Dziennik z Boliwii (tytuł oryginalny El Diario del Che en Bolivia, tłum. polskie "Wojna partyzancka") – książka autorstwa Ernesto „Che” Guevary. Przekład i przypisy: Ryszard Kapuściński.
Jest to jedyna książka, jaką przetłumaczył Ryszard Kapuściński. Pierwsze wydanie (10 000 egzemplarzy) ukazało się w roku 1969 nakładem wydawnictwa Książka i Wiedza.